# Каморра
Каморра (от неап. morra «глава игры Морра») — неаполитанская преступная структура, аналогичная мафии. Возникла в XVIII веке.

## Структура
Структура каморры отличается от структуры других мафиозных группировок своей иерархией. В целом каморра состоит из различных кланов, у каждого из которых есть свой лидер. К примеру, у мафиозной Козы Ностры есть один лидер — Дон.
По данным британского еженедельника The Economist, в настоящее время[какое?] каморра включает примерно 115 преступных группировок, различных по силе и численности, в среднем по 500 человек в каждой.

## История

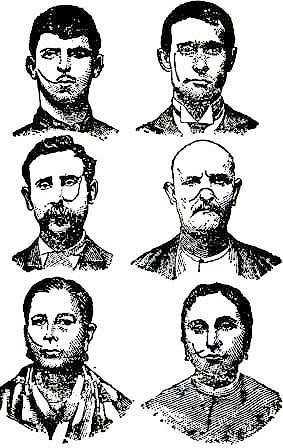
Члены Каморры, 1906 год

Происхождение каморры одни относили к эпохе испанского владычества в Италии и считали слово «Camorra» испанским, означающим «распрю»; другие думают, что каморра зародилась в тюрьме, между арестантами, и название каморра производят от слова «camorristi» — «старшие в тюрьме»; по мнению третьих, это слово произошло от «Саро morra» (т. е. предводителя в распространенной итальянской игре «morra», требовавшей от участников большой энергии и физической силы), а каморра возникла на воле. В период реставрации Бурбонов каморристы пользовались покровительством монархистов: их организация поставляла властям шпионов и палачей.
В конце XIX века действовала в США, но позже влилась в общее русло итало-американской мафии.
Существует также версия, что Каморра появилась из тайных сообществ испанцев, которые существовали в Италии в XVI веке.

## Деятельность
Среди итальянских криминальных структур каморра является наиболее кровожадной, опередив сицилийскую мафию и ндрангету. Стратегия Каморры сосредоточена на торговле наркотиками, в особенности — кокаином. Группировка контролирует практически весь наркотрафик в Европе. В пригороде Неаполя Секондильяно расположен крупнейший в Европе открытый рынок наркотиков.
Кроме наркотиков, каморра ещё получает доход от проституции, торговли людьми и рэкета. Есть даже информация о том, что преступный синдикат пытался заработать на скандальных фотографиях Сильвио Берлускони. Однако основным источником дохода организации являются наркотики.
Помимо незаконной деятельности, каморра также занимается легальным бизнесом (как правило, ресторанный и строительный бизнес).
По мнению журнала The Economist, преступная деятельность синдиката отличается эффективностью и высоким уровнем менеджмента.

## Арестованные боссы организации
- Роберто Манганьелло (итал. Roberto Manganiello)
- Франческо Скьявоне[англ.] (итал. Francesco Schiavone)
- Эдоардо Контини (итал. Edoardo Contini)
- Лучо Де Лучиа (итал. Lucio De Lucia)
- Сальваторе Руссо (итал. Salvatore Rousseau)

## Отношение общества
Во время полицейских рейдов часть местных жителей, лояльных мафии (некоторые негласно входили в их структуру, другие — нанимались для демонстраций в поддержку гангстеров), поддерживают гангстеров: образуют живые заслоны, забрасывают полицию мусором и поджигают полицейские машины.
21 марта 2009 года в Неаполе впервые прошла широкомасштабная демонстрация протеста жителей города против существования и деятельности Каморры. В демонстрации приняли участие свыше 100 тыс. человек.

## Действия сил правопорядка
Показательный судебный процесс Куоколо в 1911—1912 годах продемонстрировал отчаянные попытки карабинеров приструнить преступников каморры и окончился вынесением сурового приговора. Процесс отличался многочисленными нарушениями и подтасовками с целью расквитаться с каморрой.
4 апреля 2009 в Риме полицией был задержан один из главарей Каморры — Джузеппе Сарно. 4 мая 2009 в местечке Казаль-ди-Принчипе (Casal di Principe) в южной Италии был арестован Рафаэле Диана. 31 октября 2009 полиция задержала Сальваторе Руссо. 1 ноября 2009 был задержан его брат — Паскуале Руссо. 24 мая 2011 на одной из вилл недалеко от Неаполя был задержан Джузеппе Делл’Аквила, входящий в список 30 наиболее опасных преступников Италии. А 12 июня 2013 г. был арестован Марко ди Лауро, сегодняшний босс «Каморры».

## Некоторые кланы Каморры
- Клан Альфьери
- Клан Казалези
- Клан Контини
- Клан Ди Лауро
- Клан Личчиарди
- Клан Ло Руссо
- Клан Маллардо
- Клан Нуволетта
- Клан Руссо (Нола)
- Клан Волларо
- Нуова Каморра Организатта
- Семья Нуова
- Аугусто Ла Торре